# Katastrofa lotu Air India 101
Katastrofa lotu Air India 101 wydarzyła się 24 stycznia 1966 roku na francuskiej stronie szczytu Mont Blanc. W katastrofie samolotu Boeing 707-437, należącego do linii Air India, zginęło 117 osób (106 pasażerów i 11 członków załogi) – wszyscy znajdujący się na pokładzie.

## Samolot
Boeing 707-437 (nr rej. VT-DMN), który uległ katastrofie, pierwszy lot odbył w kwietniu 1961 roku. Miesiąc później został przekazany liniom Air India i otrzymał nazwę Kanchenjunga. Do momentu katastrofy samolot miał wylatane 16188 godzin.

## Wypadek
Samolot odbywał lot na linii Delhi – Bejrut – Genewa – Nowy Jork. Samolot wystartował z Bejrutu, gdzie odbył swe pierwsze międzylądowanie, w lot do Genewy. Podczas podchodzenia do lądowania w Genewie samolot rozbił się na lodowcu Glacier des Bossons, schodzącym ze szczytu Mont Blanc. Katastrofa nastąpiła na wysokości 4750 metrów. Spośród 117 osób przebywających na pokładzie nikt nie przeżył katastrofy.

## Przyczyna
Przyczyną katastrofy był błąd pilota, który był przekonany, że znajduje się na bezpiecznej wysokości oraz na kursie umożliwiającym ominięcie szczytu Mont Blanc.